# Аба (Росія)
А́ба (рос. Аба) — село у складі Чаришського району Алтайського краю, Росія.

## Населення
Населення — 95 осіб (2010; 131 у 2002).
Національний склад (станом на 2002 рік):
- росіяни — 99 %